# Nashua (ort i Australien)
Nashua är en ort i Australien. Den ligger i kommunen Byron Shire och delstaten New South Wales, i den sydöstra delen av landet, omkring 610 kilometer norr om delstatshuvudstaden Sydney. Antalet invånare är 491.
Närmaste större samhälle är Ballina, omkring 18 kilometer sydost om Nashua. 
I omgivningarna runt Nashua växer i huvudsak städsegrön lövskog. Runt Nashua är det ganska tätbefolkat, med 80 invånare per kvadratkilometer. Genomsnittlig årsnederbörd är 1 858 millimeter. Den regnigaste månaden är januari, med i genomsnitt 298 mm nederbörd, och den torraste är oktober, med 40 mm nederbörd.